# 1937
- Wikisource

| Calendário gregoriano                                                        | 1937 MCMXXXVII                       |
| Ab urbe condita                                                              | 2690                                 |
| Calendário arménio                                                           | 1386 – 1387                          |
| Calendário bahá'í                                                            | 93 – 94                              |
| Calendário budista                                                           | 2481                                 |
| Calendário chinês                                                            | 4633 – 4634 Início a 11 de fevereiro |
| Calendário copta                                                             | 1653 – 1654                          |
| Calendário etíope                                                            | 1929 – 1930                          |
| Calendários hindus - Vikram Samvat - Calendário nacional indiano - Cáli Iuga | 1992 – 1993 1858 – 1859 5037 – 5038  |
| Calendário Holoceno                                                          | 11937                                |
| Calendário islâmico                                                          | 1356 – 1357                          |
| Calendário judaico                                                           | 5697 – 5698 Início a 6 de setembro   |
| Calendário persa                                                             | 1315 – 1316 Início a 21 de março     |
| Calendário rúnico                                                            | 2187                                 |
| Calendário solar tailandês                                                   | 2480                                 |

1937 (MCMXXXVII, na numeração romana) foi um ano comum do século XX do actual Calendário Gregoriano, da Era de Cristo,  e a sua letra dominical foi C, teve 52 semanas,  início a uma sexta-feira e terminou também a uma sexta-feira. Segundo o horóscopo chinês, foi o ano do Boi, começando a 11 de fevereiro.
| Ano completo                       |
| ---------------------------------- |
| Ano comum com início à sexta-feira |

## Eventos
- 14 de fevereiro - O Atlético Mineiro vence o Torneio dos Campeões de 1937, que seria reconhecido pela CBF como o primeiro título nacional de futebol.[1]
- 14 de março - O papa Pio XI publica a encíclica Mit brennender Sorge, que faz uma forte condenação do nazismo e do governo do Reich Alemão.
- 6 de maio - O dirigível LZ 129 Hindenburg cai na base aérea de Lakehurst em Nova Jérsei, com 36 mortos.
- 12 de maio - Coroação de Jorge VI como "Rei do Reino Unido,Grã Bretanha, Irlanda do Norte"
- 28 de maio - A Volkswagen é fundada na Alemanha.
- 4 de julho - É inaugurado o Estádio Adelmar da Costa Carvalho, em uma partida dos Clássicos das Multidões, onde o Sport vence o Santa Cruz com o placar de 6 x 5.
- 7 de julho - Começa a Segunda Guerra Sino-Japonesa.
- 17 de agosto - Fundação da Sociedade de Filosofia Transcendental, hoje Igreja Cristã Primitiva - Doutrina da Obediência a Deus.
- 28 de agosto - A empresa Toyota é fundada.
- Setembro - Plano Cohen: O general Góis Monteiro considera o relatório do capitão Olímpio Mourão Filho, um documento verídico de conspiração comunista.
- 30 de Setembro - Plano Cohen: O Plano é divulgado nas rádios e o Brasil entra em Estado de Guerra.
- 10 de Novembro - Estado Novo: Getúlio Vargas desfere um golpe de estado fundando o Estado Novo. É cancelada a Eleição direta presidencial que ocorreria em 1938 e é outorgada uma nova Constituição para o Brasil.
- 16 de novembro - O grão-duque Jorge Donatus de Hesse-Darmstadt morre num acidente de avião em Oostende, na Bélgica, juntamente com a sua esposa, a princesa Cecília da Grécia e Dinamarca (irmã do príncipe Filipe, duque de Edimburgo), dois dos seus três filhos e a mãe.
- 2 de Dezembro - Estado Novo: São extintos todos os partidos políticos no Brasil, pelo Decreto-lei nº 37.[2]
- 4 de Dezembro - Estado Novo: Numa cerimônia cívica no Rio de Janeiro, são queimadas as bandeiras estaduais. Os Estados seriam proibidos de terem bandeiras e símbolos próprios.[3]

## Nascimentos
- 8 de Fevereiro - D. Luís Gonzaga de Lancastre e Távora, representante da Casa de Abrantes, genealogista, sigilografista, heráldista e escritor português (m. 1993)
- 21 de Fevereiro - Haroldo V da Noruega, rei da Noruega desde 1991.
- 25 de fevereiro - Nazario Pardini, ensaista e poeta italiano.
- 2 de Março - Abdelaziz Bouteflika, presidente da Argélia desde 1999.
- 5 de abril - Guido Vildoso Calderón, presidente da Bolívia em 1982.
- 19 de abril - Joseph Estrada, presidente das Filipinas de 1998 a 2001.
- 28 de Abril - Saddam Hussein, presidente do Iraque de 1979 a 2005. (m. 2006).
- 17 de Junho - Clodovil Hernandes, estilista, apresentador de televisão e Deputado Federal brasileiro. (m. 2009)
- 23 de junho - Martti Ahtisaari, presidente da Finlândia de 1994 a 2000. Nobel da Paz 2008.[4]
- 6 de agosto - Baden Powell de Aquino, violonista e compositor brasileiro (m. 2000).
- 21 de Agosto - Gustavo Noboa, presidente do Equador de 2000 a 2003.
- 9 de setembro - Beto Carrero, Artista e Empresário brasileiro (m. 2008)

15 de setembro
- - Fernando de la Rúa, presidente da Argentina de 1999 a 2001.
  - Dom Giuseppe Puglisi, sacerdote italiano, o primeiro beatificado por ter sido assassinado pela Cosa Nostra   (m. 1993).
- 10 de outubro - Peter White, ator norte-americano (m. 2023).
- 1 de novembro - Tom Waddell, médico americano e fundador dos Jogos Gays (m. 1987).
- 1 de dezembro - Vaira Vīķe-Freiberga, presidente da Letónia de 1999 a 2007.
- 9 de dezembro - Aleshia Brevard, atriz, modelo, professora e autora norte-americana (m. 2017).
- 12 de dezembro - Prosper Avril, presidente do Haiti de 1989 a 1990.
- 15 de dezembro - Mutsuo Takahashi, escritor japonês
- 16 de dezembro - Jair Pires, cantor e compositor de música gospel brasileiro (m. 2008).
- 26 de Dezembro - Gnassingbé Eyadéma, Presidente do Togo (m. 2005).

## Mortes
- 15 de março - H. P. Lovecraft, escritor estadunidense que revolucionou o gênero de terror (n. 1890).
- 4 de maio - Noel Rosa, sambista e cantor brasileiro (n. 1910).
- 18 de junho - Gaston Doumergue, primeiro ministro, e mais tarde presidente da França (n. 1863).
- 14 de julho - Walter Simons, político alemão, e presidente da República de Weimar (n. 1861).[5]
- 24 de novembro - Apolônia Pinto, atriz brasileira (n. 1854).
- 20 de dezembro - Erich Ludendorff, general alemão (n. 1865).

## Prêmio Nobel
- Física - Clinton Joseph Davisson,[6] George Paget Thomson.[6]
- Química - Walter Haworth,[7] Paul Karrer.[7]
- Medicina - Albert Szent-Györgyi.[8]
- Literatura - Roger Martin du Gard.
- Paz - Robert Cecil.[4]

## Por tema
- 1937 na arte
- 1937 no Brasil
- 1937 na ciência
- 1937 no cinema
- Desastres em 1937
- 1937 no desporto
- Divisões administrativas em 1937
- 1937 no jornalismo
- 1937 na literatura
- 1937 na música
- 1937 na política
- 1937 na rádio
- 1937 no teatro
- 1937 na televisão